# Declaração de Independência da Somalilândia
A Declaração de Independência da Somalilândia (formalmente República da Somalilândia) foi a restauração da soberania da Somalilândia a partir da República Democrática da Somália que foi proclamada em Burao após a Guerra da Independência da Somalilândia em 18 de maio de 1991 pelos sultões somalis dos clãs Isaaq, Reer-Darwiish, Issas, Gadabursi, Warsangali e pelo Movimento Nacional Somali.

## Assinatura
A assinatura da Declaração de Independência da Somalilândia ocorreu na resolução de 5 de maio da grande conferência de Burao. Na segunda reunião nacional em 18 de maio, o Comitê Central do Movimento Nacional Somali, com o apoio de uma reunião de anciãos que representavam os principais clãs nas regiões do norte, declarou a restauração da República da Somalilândia no território do antigo Estado da Somalilândia e formou um governo para o país autodeclarado.

### Signatários

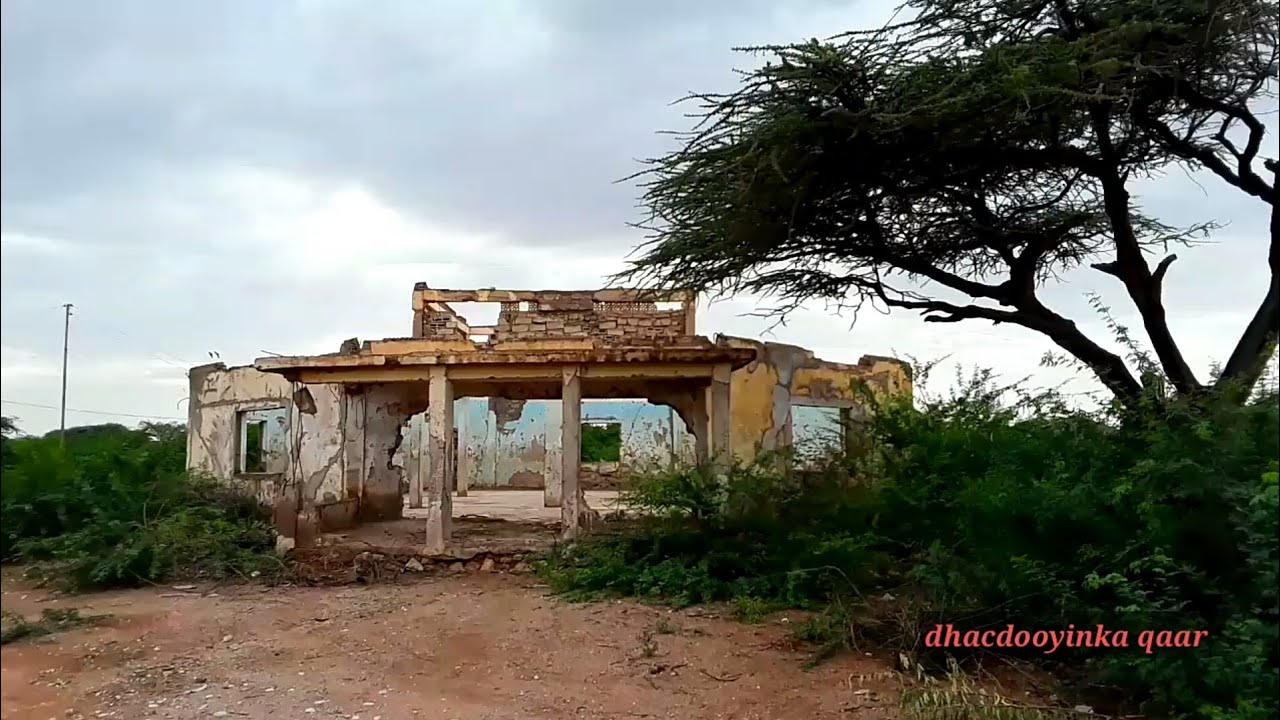
A casa onde a independência da Somalilândia foi declarada em 18 de maio de 1991 em Burao.

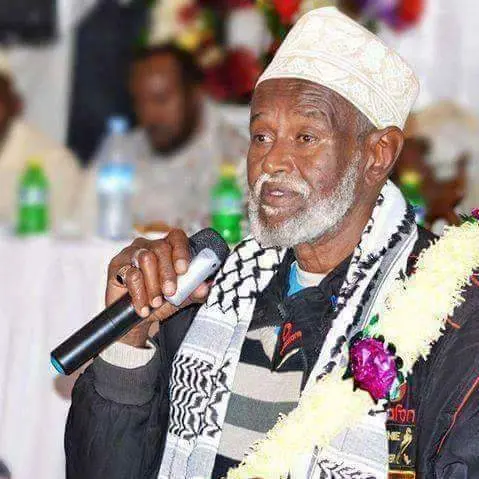
O 8.º Grande Sultão do Sultanato de Isaaq, Sultan Mahamed Sultan Abdiqadir, foi um dos signatários da Declaração de Independência.

Dezessete sultões somalis de Sool, Sanaag, Awdal, Woqooyi Galbeed e Togdheer assinaram a Declaração de Independência da Somalilândia, são eles:
Woqooyi Galbeed
1.  Sultan Mohamed Sultan Farah
2.  Sultan Abdi SH. ahamed
3.  Sultan Mohamed Sultan Abdiqadir
4.  Sultan Sahardiid Sultan Diirye
5.  Sultan Ismael Muse
Togdheer
6.  Sultan Yuusuf Sultan Hirsi
Sanaag
7.  Sultan Rashiid Sultan Ali
8.   Sultan Ismael Sultan mahamed
9.   Ahmed Shiikh Saalah
Sool
10.  Shiikh Daahir Haaji Hasan
11.  Ahmed Hirsi Awl
12.  Garaad Abdiqani Garaad Jama
13.  Sultan Ali Muse
Awdal
14.  Sultan Mahamed Jama
15.  Shiikh Muse Jama
16.  Hasan Cumar Samatar
17.  Mahamed Warsame Shiil

## Pós-declaração de independência

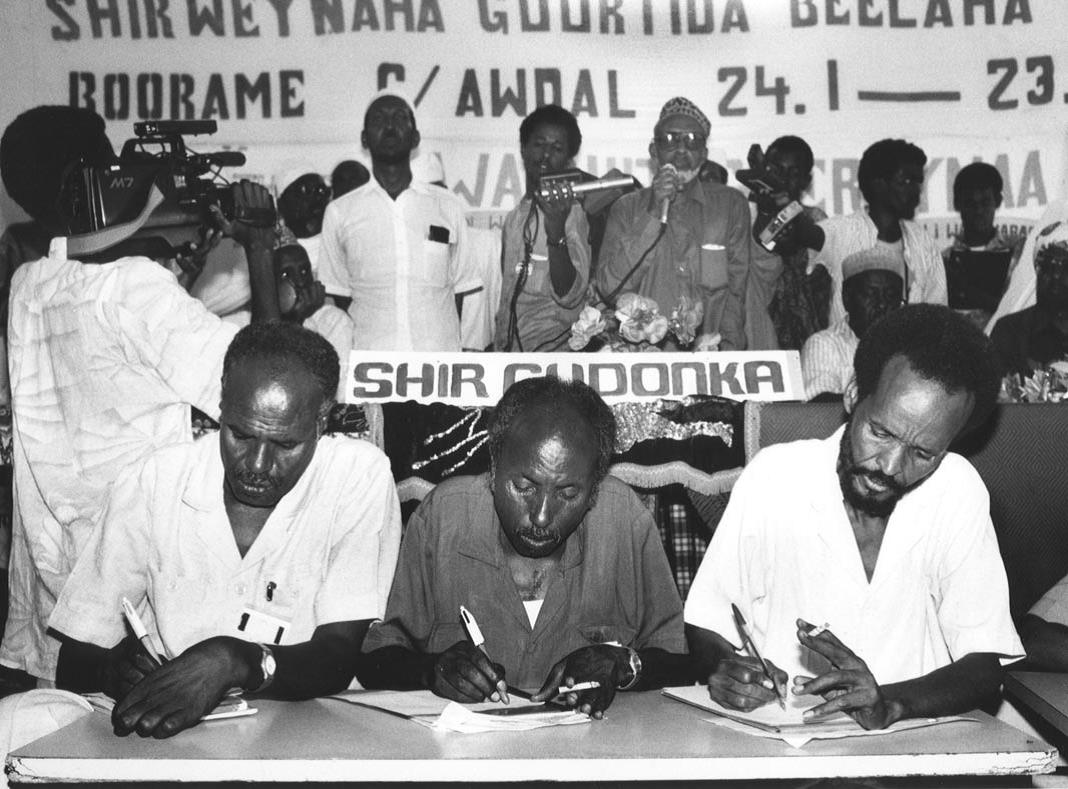
O presidente do Guurti anuncia o resultado das eleições. Mohamed Ibrahim Egal é eleito presidente por uma maioria substancial e Abdirahman Aw Ali Farah é declarado vice-presidente.

Em maio de 1991, o Movimento Nacional Somali anunciou a independência da "Somalilândia" e a formação de uma administração interina pela qual Abdirahman Ahmed Ali Tuur foi eleito para governar por um período de dois anos. Muitos membros do Movimento Nacional Somali foram fundamentais na formação do governo e na constituição.
Em maio de 1993, a "Conferência de Borama" foi realizada para eleger um novo presidente e vice-presidente. A conferência contou com a presença de 150 anciãos das comunidades Isaaq (88), Gadabursi (21), Reer-Darwiish (21), Warsengali (11) e Issa (9) e foi endossada pelo Movimento Nacional Somali. Como resultado, a conferência concedeu ao governo da Somalilândia legitimidade local além das áreas dominadas pelo Movimento Nacional Somali dos Isaaq, especialmente porque a cidade de Borama era predominantemente habitada pelos Gadabursi.
Nesta conferência, os delegados concordaram em estabelecer um presidente executivo e uma legislatura bicameral através da qual o segundo presidente da Somalilândia, Muhammad Haji Egal, foi eleito. Egal seria reeleito para um segundo mandato em 1997.

### Referendo constitucional
Em 31 de maio de 2001, um referendo foi realizado sobre um projeto de constituição que afirmava a independência da Somalilândia da Somália. Mas o referendo foi contestado pelo governo somali e não levou a nenhum reconhecimento internacional.

## Fronteiras

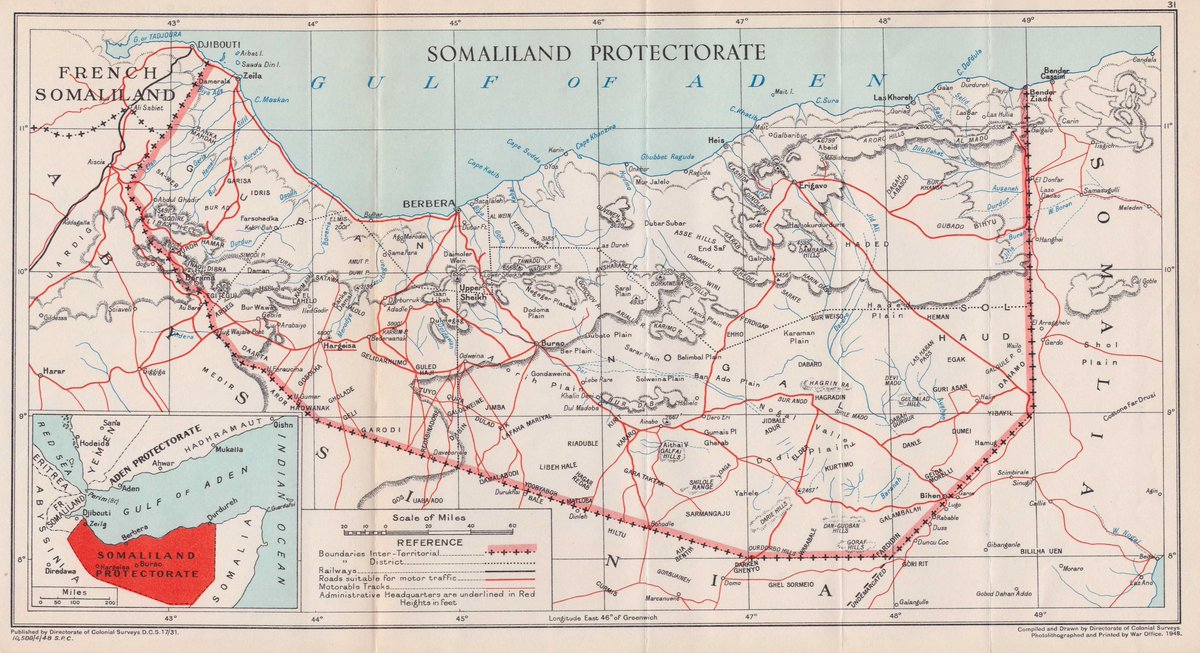
Fronteiras da Somalilândia Britânica.

As fronteiras reivindicadas pela Somalilândia na Declaração de Independência são as fronteiras da Somalilândia Britânica estabelecidas pela Grã-Bretanha em 1884. Embora uma administração regional na Somália reivindique as fronteiras orientais da Somalilândia em Sool e Sanaag, a Somalilândia controla 80% dessas regiões.